# Conostylis aculeata
Conostylis aculeata är en enhjärtbladig växtart som beskrevs av Robert Brown. Conostylis aculeata ingår i släktet Conostylis och familjen Haemodoraceae.

## Underarter
Arten delas in i följande underarter:
- C. a. aculeata
- C. a. breviflora
- C. a. bromelioides
- C. a. cygnorum
- C. a. echinissima
- C. a. gracilis
- C. a. preissii
- C. a. rhipidion
- C. a. septentrionora
- C. a. spinuligera

## Bildgalleri

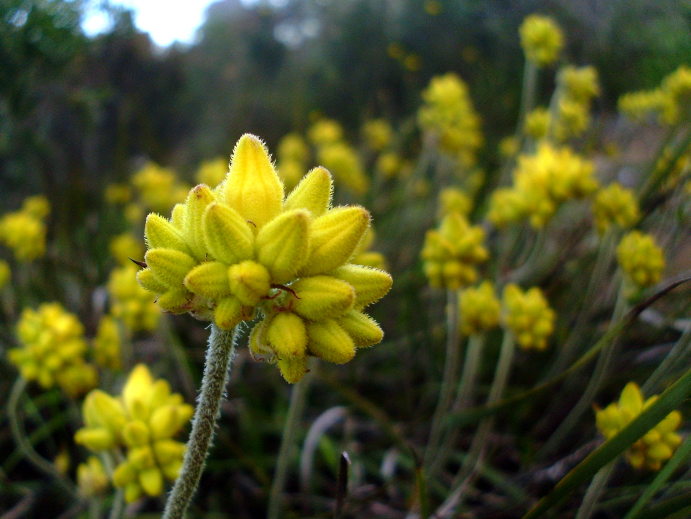